# Proseč pod Křemešníkem
Proseč pod Křemešníkem – gmina w Czechach, w powiecie Pelhřimov, w kraju Wysoczyna. 1 stycznia 2014 liczyła 91 mieszkańców.